# Камењица на Цирохи
Камењица на Цирохи (слч. Kamenica nad Cirochou) насељено је мјесто са административним статусом сеоске општине (слч. obec) у округу Хумење, у Прешовском крају, Словачка Република.

## Становништво
| Година:    | 1994. | 2004.   | 2014.   | 2024.   |
| ---------- | ----- | ------- | ------- | ------- |
| Број људи: | 2208  | 2335    | 2388    | 2305    |
| Разлика:   |       | +5,75 % | +2,26 % | -3,47 % |

| Година:    | 2023. | 2024.   |
| ---------- | ----- | ------- |
| Број људи: | 2287  | 2305    |
| Разлика:   |       | +0,78 % |

Према подацима о броју становника из 2024. године насеље је имало 2305 становника.